# Lyngenalpen
Die Lyngenalpen (norwegisch Lyngsalpan (offiziell), auch Lyngsalpene oder Lyngsfjellan) sind ein Teil des Skandinavischen Gebirges in Nordnorwegen.
Sie liegen auf der Lyngenhalbinsel im Fylke (Provinz) Troms, erstrecken sich über 90 km in nord-südlicher Richtung und sind 15–20 km breit. Im Westen grenzen sie an den Ullsfjord und im Osten an den Lyngenfjord. Ungefähr in der Mitte schneidet ein Seitenarm des Ullsfjord, der Kjosen, rund 14 Kilometer tief von West nach Ost in das Gebirgsmassiv ein. Der höchste Gipfel der Lyngenalpen ist der südlich des Einschnitts gelegene Jiekkevárri mit 1834 moh. Erstbesteiger mehrerer Gipfel war der britische Alpinist William Cecil Slingsby.
Touristisch sind die Lyngenalpen wenig erschlossen, werden aber dennoch von Bergwanderern und Extremskifahrern besucht.